# Абышкан (озеро на границе Ольгинского и Романовского сельсоветов)
Абышкан или Абушкан — солёное озеро на северо-восточной окраине Курумбельской степи Барабинской низменности. Располагается на границе Ольгинского и Романовского сельсоветов Чистоозёрного района Новосибирской области России.
Площадь — 5,92 км². Находится в 2 км юго-восточнее урочища Абушкан (ранее — село Абушкан), на высоте 101 метров над уровнем моря в болотистом редколесье, имеет непостоянную береговую линию. Острова на озере отсутствуют.
Код водного объекта в государственном водном реестре — 13020000511115200010027.